# Кочубей Олександр Олексійович
Кочубей Олександр Олексійович (18 липня 1959, Дніпропетровськ — 26 грудня 2018, Дніпро) — український фізик, доктор фізико-математичних наук, професор, перший проректор, завідувач кафедри аерогідромеханіки та енергомасопереносу Дніпровського національного університету імені Олеся Гончара.

## Наукова біографія
Закінчив у 1975 році Дніпропетровський державний університет ім. 300-річчя возз'єднання України з Росією, спеціальність «Гідроаеромеханіка».
У 1980 році в Одеському державному університеті ім. І. І. Мечникова захистив кандидатську дисертацію на тему «Исследование нестационарного теплообмена в трубах сложного поперечного сечения» за спеціальністю «Теплофізика».
У 1993 році була захищена докторська дисертація на тему «Чисельне моделювання процесів конвективно-дифузійного переносу на основі методу скінченних елементів», спецрада Московського державного технічного університету ім. М. Баумана.
3 1999 року — перший проректор Дніпровського національного університету імені Олеся Гончара.
Викладацька та наукова діяльність:
Читав курси: теорія тепломасообміну, чисельні методи, спецсемінар з розрахунку теплофізичних процесів в енергетиці, моделювання теплофізичних процесів на ЕОМ, методи досліджень процесів теплообміну, які забезпечуються методичними і навчальними посібниками.
Напрямок наукової роботи: Математичне моделювання процесів гідроаеромеханіки та тепломасообміну.

## Основні публікації
- Сравнение эффективности метода граничных элементов и метода конечных разностей путем численного эксперимента. Вестник ХГТУ, 2002. - №2 (15), 4.

- Применение метода граничных элементов для решения задачи Стефана в случае медленных фазовых переходов. Вестник Харьковского национального университета, 2003, № 590. Сер. «Математическое моделирование. Информационные технологии. Автоматизированные системы управления», Вып. 1, 6.

- Математические модели процессов тепломассообмена в ходе метаболизма биологических структур. Диференціальні рівняння та їх застосування. - Д.: ДНУ, 2005., 16.

- Применение метода граничных элементов для решения задач фильтрации с подвижной границей. Вісник ХНУ, № 780. - Харків, 2007. 16.

- Математические модели высокотемпературной сушки пористых тел. Вестник ХНТУ. - 2008. - № 2 (31). - С. 5.

- Анализ тенденций развития современного математического и чисельного моделювання. Вісник Дніпропетровського університету, № 8, серія «Моделювання», Випуск 1, 2009, 13.

## Нагороди
- Відмінник освіти України (2002 р.).
- Почесна грамота Верховної Ради України (2003 р.).
- Заслужений діяч науки і техніки України (2002 р.)[2]
- Орден «За заслуги» ІІІ ступеня (2008 р.)[3].

1. ↑  Дніпровський національний університет імені Олеся Гончара : Він був в університеті як ковток джерельної води…. www.dnu.dp.ua. Архів оригіналу за 2 червня 2021. Процитовано 30 травня 2021.
2. ↑  Кузьменко, В. І. (2014). Кочубей Олександр Олексійович: Енциклопедія Сучасної України. esu.com.ua. Архів оригіналу за 2 червня 2021. Процитовано 30 травня 2021.
3. ↑  Про відзначення державними нагородами України працівників освіти. Офіційний вебпортал парламенту України (укр.). Процитовано 30 травня 2021.